# 木村越後
木村 越後（きむら えちご、慶応元年8月11日（1865年9月30日） - 大正11年（1922年）7月22日、本名：上田秋次郎（のち柳川正直と称す））は大坂相撲を代表する行司。現在の愛知県清須市出身。

## 入門～初代・木村正直
実父は地元の相撲集団・愛知組の頭取・一力利三郎で、1871年に親の勧めで同郷の大坂相撲頭取・三保ヶ関喜八郎の部屋に入門。初名は木村秋次郎で1873年7月初土俵。しかし兄弟子の厳しい指導に耐えきれず、一時郷里に帰った。当時、東京相撲を脱退した初代高砂浦五郎が名古屋で改正組を結成、1875年にその一員となり、木村庄治郎とも名乗っていた。1878年5月、4年半余り対立していた高砂改正組は仲裁者の仲立ちで東京相撲と和解、復帰することになり、木村秋二郎（秋治郎）で同場所の別番付に記載された。欠場したこともあったが、順調に土俵を務め、1883年5月に木村直と改名、1887年1月には上位から9人目にあった。この間、師匠・高砂の義兄・柳川宗助の養嗣子となったが、高砂の弟子だった大達羽左エ門の破門問題で高砂と養父の間で不和が生じ、両者の間に立った秋二郎は1891年1月限りで無念にも脱退に追い込まれてしまった。3年ほど巡業の世話人を務めたり商人ともなっていたが、彼の技量を惜しむ大坂相撲の幹部から帰参を勧められ復帰、1895年9月に木村正直（初代）と改名した。若いながらも勝負の裁き、土俵態度は群を抜き、その見識と明晰な頭脳は高い評価を受けていた。

## 8代・木村玉之助～名人・木村越後
1900年6月に上位から3人目となり、1903年5月には次席に就き、1905年4月に吉田司家より行司故実門人に加えられ、紫房団扇（軍配）を許された。事務的能力にも長け、協会取締役・朝日山（元前頭・岩ヶ谷）の片腕として活躍、協会内でも彼の人望、手腕は大坂相撲の宝であった。1912年5月に8代木村玉之助を襲名したが、1916年1月に「玉之助という名は、代々終わりがよくない」との理由で返上し、木村越後を名乗った。越後として3場所務め、師匠・11代朝日山が1916年7月に没した後、1917年1月限りで引退。
越後を師と仰ぐ22代木村庄之助は、20世紀以降では唯一、行司の名誉尊号と云われる“松翁”を許された名行司20代木村庄之助に匹敵する名人だと讃えている。

## 引退後
一代頭取専務となり、1917年6月に勝負検査役、1918年5月から桟敷部長、1919年5月にはその頭脳を買われて庶務長という新しい役職名で事務一切の責任者となった。一方、朝日山部屋の参謀格でもあり、自ら行司部屋を創設、力士育成も行い、のちの幕内・二葉山儀市を出した。また行司の弟子として2代木村正直がおり、若き日の木村錦太夫も指導、薫陶を受けている。1922年5月に勧進元を務め、その2ヶ月後の7月22日胃癌のため亡くなり、大阪・四天王寺に葬られた。56歳没。法名は釋専養。墓石正面には「十一代玉之助事木村越後碑」と彫られているが正式には8代目が正しい。

## 履歴
- 1873年7月 初土俵、木村秋次郎。
- 1875年 大坂相撲を脱退し、名古屋改正組の一員となり一時、木村庄治郎を名乗る。
- 1878年5月 木村秋二郎（秋治郎）で大坂相撲に復帰。
- 1883年5月 木村直に改名。
- 1895年9月 木村正直（初代）に改名。
- 1912年5月 8代木村玉之助を襲名。
- 1916年1月 木村越後に改名。
- 1917年1月 この場所限りで行司を現役引退。
- 1922年7月22日 胃癌のため逝去、56歳没。